# St.-Nikolaus-Fest (Freiburg im Üechtland)
Das St.-Nikolaus-Fest ist eines der populärsten Volksfeste der Stadt Freiburg. Es wird zu Ehren des Stadtpatrons, des heiligen Nikolaus von Myra, alljährlich am 1. Samstag im Dezember durchgeführt. Zum Fest gehörte ursprünglich eigentlich nur ein Umzug, in dem der St. Nikolaus auf einem Esel mit seinen Knecht Ruprechten (in der Geschichte wird zwar nur von einem Ruprecht gesprochen) durch die Strassen der Altstadt zieht. Heute gibt es noch einen grossen Weihnachtsmarkt und einen Nikolausmarkt. Der Nikolaus wird jeweils von einem Schüler des Kollegiums St. Michael verkörpert.

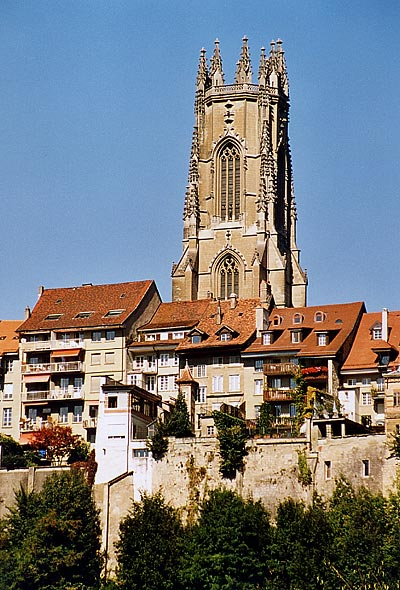
Die Kathedrale von Freiburg

## Umzug

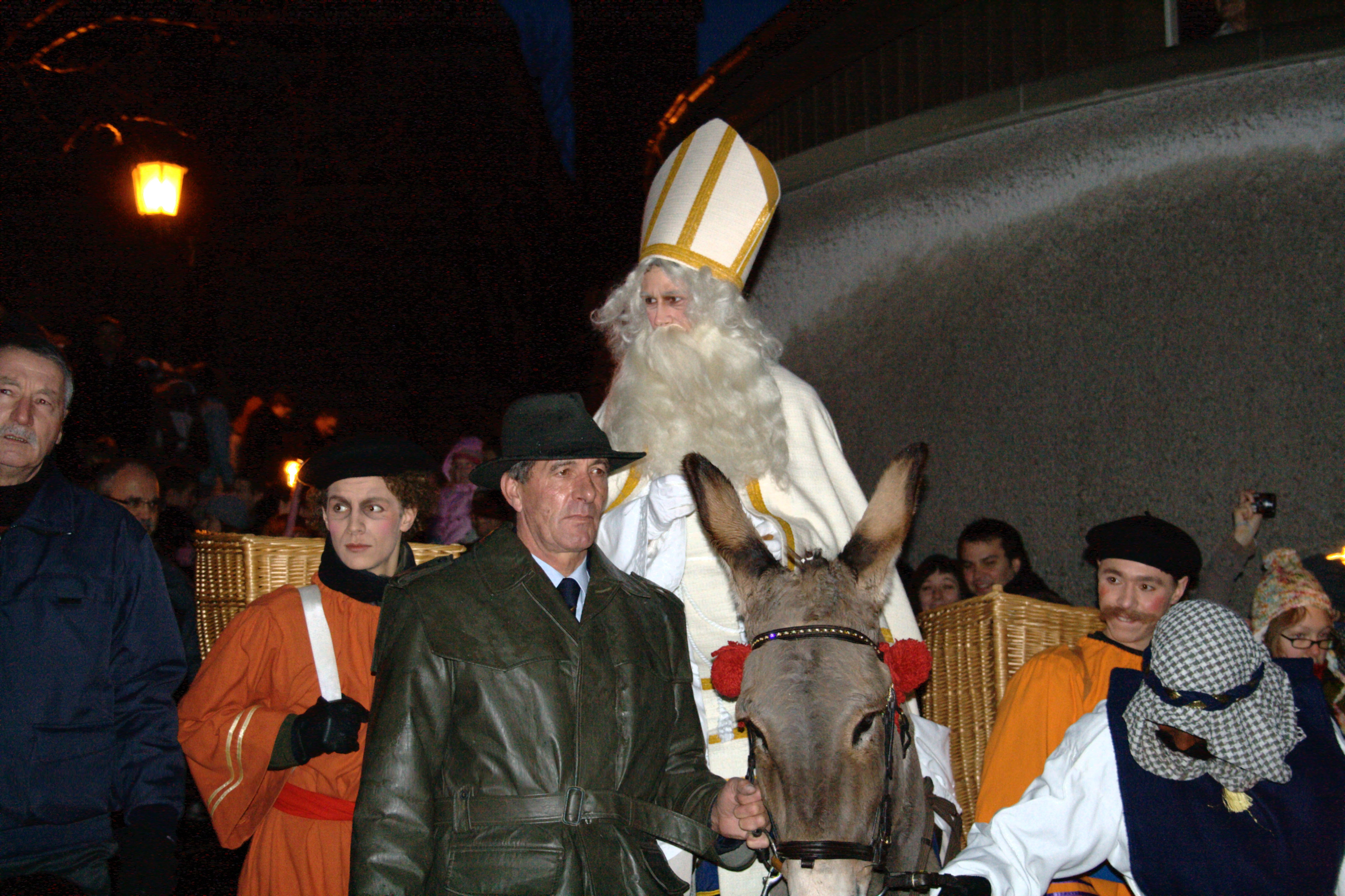
St. Nikolaus beim Festumzug

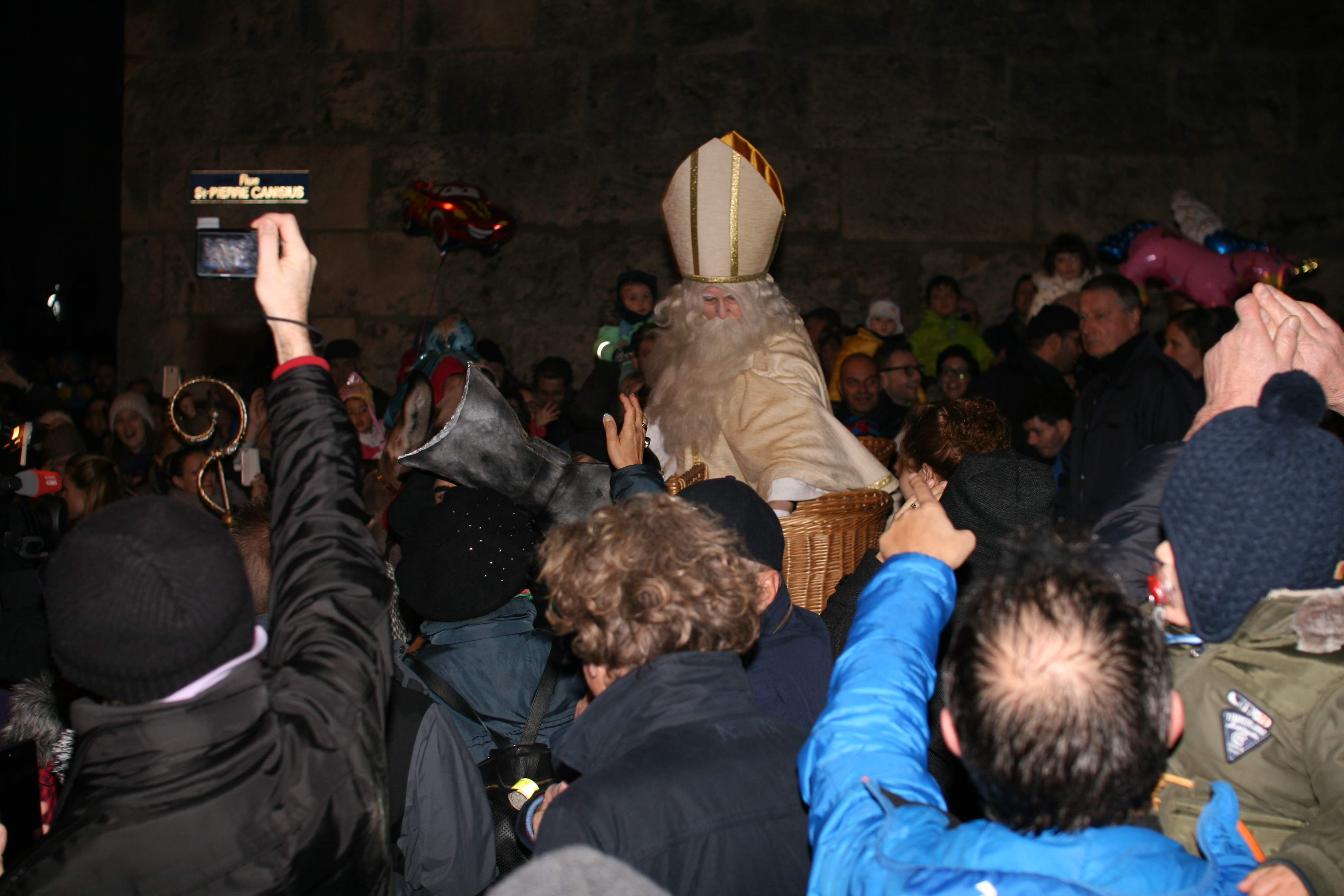
St. Nikolaus 2015

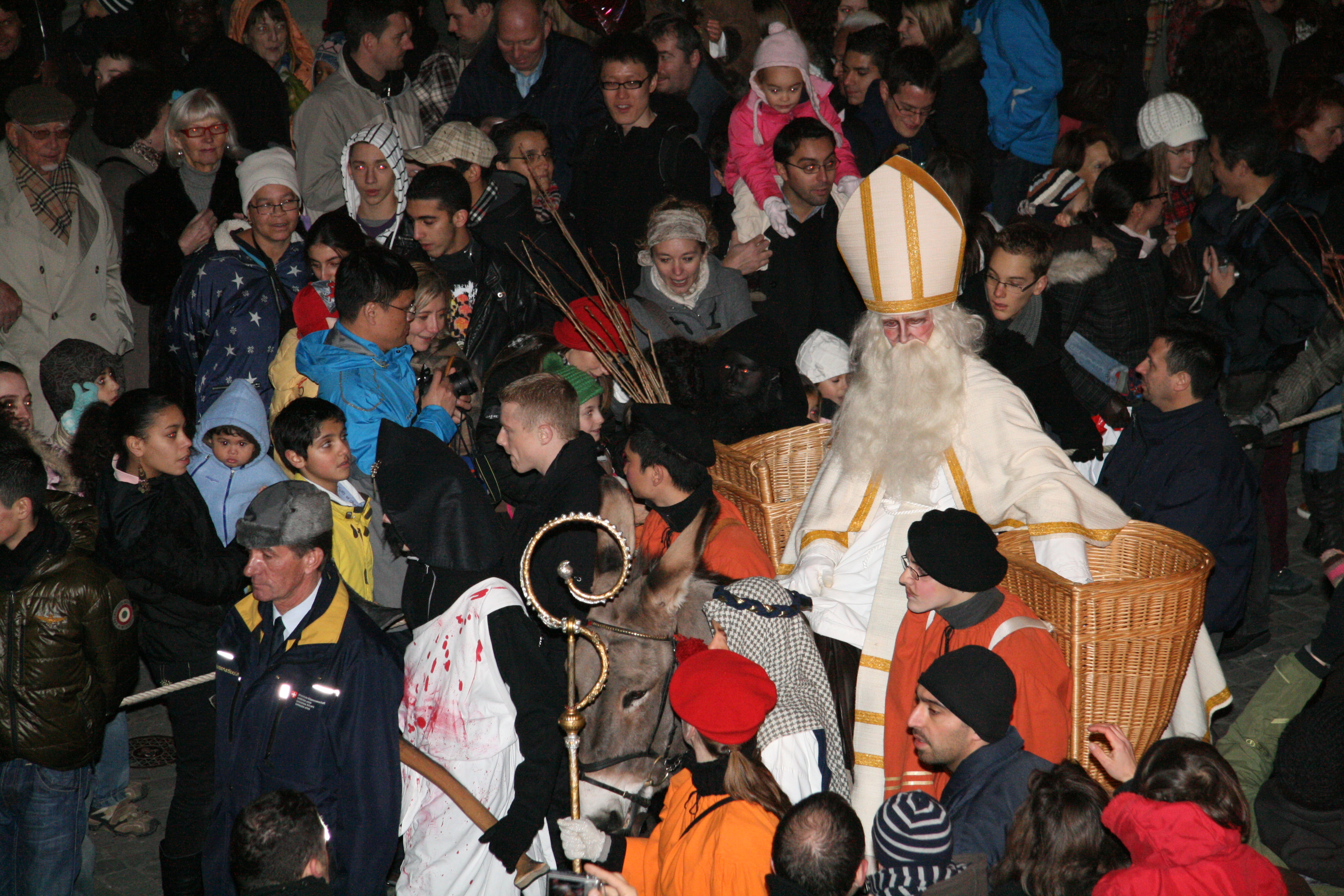
St. Nikolaus beim Verteilen von Gaben

Der Umzug fängt in der Aula (Kollegiumsplatz) des St. Michael Kollegiums an. Vorerst wird dort eine offizielle Feier, zu der nur geladene Gäste Eintritt haben, gefeiert. Auch die  ehemaligen Darsteller des St. Nikolaus werden eingeladen. Wenn es zu dämmern beginnt (etwa 17 Uhr), beginnt der Umzug. Dieser führt im gemächlichen Tempo durch die Strassen und Gassen der Altstadt. Gegen 18:30 Uhr kommt der heilige Nikolaus mit seiner Begleitung bei der St.-Nikolaus-Kathedrale an. Während des Umzugs verteilen die Ruprechte (Schmutzli) und der Nikolaus Lebkuchen und andere Leckereien. An der Spitze des Umzuges spielt das Schülerorchester des Kollegium St. Michael einige Lieder. Traditionell sind die Lieder alle Jahre dieselben. Der Nikolaus hält schliesslich eine Ansprache vom Balkon der Kathedrale aus. Er hält seine Rede mit satirischen Anspielungen auf die Ereignisse des vergangenen Jahres aus dem Kollegium und der Stadt. Zum Ende der Feier findet in der Kathedrale noch ein Gottesdienst statt.

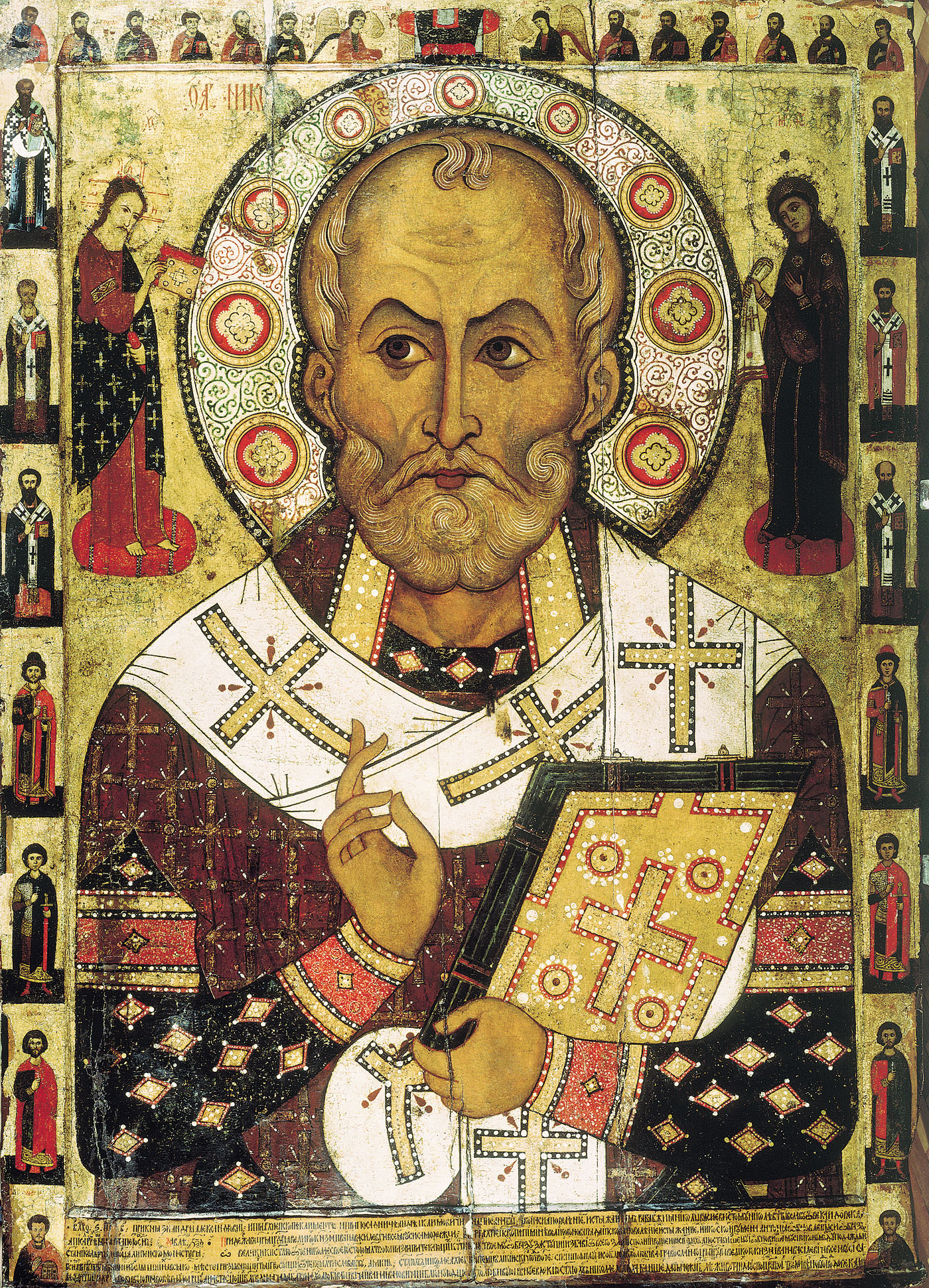
Nikolaus von Myra (Russische Ikone von Aleksa Petrov, 1294)

## Brauchtum
Schon im späten Mittelalter gab es in Freiburg am 6. Dezember eine Feier für den Nikolaus. Um 1764 wurde das Sankt-Niklaus-Fest allerdings verboten. Wiederentdeckt wurde dieses Fest 1906 von Schülern des Kollegiums St. Michael, die einen ersten Umzug durch die Stadt organisierten. Seither ist aus dem kleinen Umzug ein grosses Fest mit einem riesigen Erfolg geworden. Dieses Fest wurde seither jedes Jahr ohne Unterbruch durchgeführt. Am  3. Dezember 2005 konnte der hundertste Umzug des St. Niklaus durch Freiburg gefeiert werden. An diesem Anlass füllten mindestens 20'000 Menschen die Strassen und Gassen der Altstadt von Freiburg.